# 血身絲隆頭魚
血身絲隆頭魚，又稱血身絲鰭鸚鯛，為輻鰭魚綱鱸形目隆頭魚亞目隆頭魚科的其中一種，分布於西印度洋的模里西斯海域，棲息深度3-43公尺，體長可達6.7公分，棲息在珊瑚礁海域，生活習性不明。

## 擴展閱讀
維基物種上的相關：血身絲隆頭魚